# Arrondissement de Châtellerault
Pour les articles homonymes, voir Châtellerault (homonymie).
L'arrondissement de Châtellerault est une division administrative française, située dans le département de la Vienne, en région Nouvelle-Aquitaine.

## Composition

### Composition avant 2015
L'arrondissement de Châtellerault groupe douze cantons représentant 96 communes :
- Canton de Châtellerault-Nord
- Canton de Châtellerault-Ouest
- Canton de Châtellerault-Sud
- Canton de Dangé-Saint-Romain
- Canton de Lencloître
- Canton de Loudun
- Canton de Moncontour[1]
- Canton de Monts-sur-Guesnes
- Canton de Pleumartin
- Canton de Saint-Gervais-les-Trois-Clochers
- Canton des Trois-Moutiers
- Canton de Vouneuil-sur-Vienne

### Découpage communal depuis 2015
Depuis 2015, le nombre de communes des arrondissements varie chaque année soit du fait du redécoupage cantonal de 2014 qui a conduit à l'ajustement de périmètres de certains arrondissements, soit à la suite de la création de communes nouvelles. Le nombre de communes de l'arrondissement de Châtellerault est ainsi de 96 en 2015, 95 en 2016 et 92 en 2017.
Au 1er janvier 2024, l'arrondissement groupe les 92 communes suivantes :
1. Angles-sur-l'Anglin
2. Angliers
3. Antran
4. Arçay
5. Archigny
6. Aulnay
7. Availles-en-Châtellerault
8. Basses
9. Bellefonds
10. Berrie
11. Berthegon
12. Beuxes
13. Bonneuil-Matours
14. Bournand
15. Buxeuil
16. Ceaux-en-Loudun
17. Cenon-sur-Vienne
18. Cernay
19. Chalais
20. Châtellerault
21. La Chaussée
22. Chenevelles
23. Colombiers
24. Coussay-les-Bois
25. Craon
26. Curçay-sur-Dive
27. Dangé-Saint-Romain
28. Dercé
29. Doussay
30. Glénouze
31. La Grimaudière
32. Guesnes
33. Ingrandes
34. Leigné-les-Bois
35. Leigné-sur-Usseau
36. Lencloître
37. Lésigny
38. Leugny
39. Loudun
40. Mairé
41. Martaizé
42. Maulay
43. Mazeuil
44. Messemé
45. Moncontour
46. Mondion
47. Monthoiron
48. Monts-sur-Guesnes
49. Morton
50. Mouterre-Silly
51. Naintré
52. Nueil-sous-Faye
53. Orches
54. Les Ormes
55. Ouzilly
56. Oyré
57. Pleumartin
58. Port-de-Piles
59. Pouançay
60. Pouant
61. Prinçay
62. Ranton
63. Raslay
64. La Roche-Posay
65. La Roche-Rigault
66. Roiffé
67. Saint-Christophe
68. Saint-Clair
69. Saint-Genest-d'Ambière
70. Saint-Gervais-les-Trois-Clochers
71. Saint-Jean-de-Sauves
72. Saint-Laon
73. Saint-Léger-de-Montbrillais
74. Saint-Rémy-sur-Creuse
75. Saires
76. Saix
77. Sammarçolles
78. Savigny-sous-Faye
79. Scorbé-Clairvaux
80. Senillé-Saint-Sauveur
81. Sérigny
82. Sossais
83. Ternay
84. Thuré
85. Les Trois-Moutiers
86. Usseau
87. Vaux-sur-Vienne
88. Vellèches
89. Verrue
90. Vézières
91. Vicq-sur-Gartempe
92. Vouneuil-sur-Vienne

## Démographie
En 2022, l'arrondissement comptait 107 316 habitants.
| 1968    | 1975    | 1982    | 1990    | 1999    | 2006    | 2011    | 2016    | 2021    |
| ------- | ------- | ------- | ------- | ------- | ------- | ------- | ------- | ------- |
| 103 492 | 105 363 | 107 872 | 108 636 | 109 202 | 112 024 | 111 985 | 109 345 | 107 469 |

| 2022    | - | - | - | - | - | - | - | - |
| ------- | - | - | - | - | - | - | - | - |
| 107 316 | - | - | - | - | - | - | - | - |

## Administration
Joseph Eugène Cuinat, né à Lunéville le 16 décembre 1798, est sous-préfet de Chatellerault au XIXe siècle.
| Période        | Période  | Identité       | Fonction précédente | Observation |
| -------------- | -------- | -------------- | ------------------- | ----------- |
|                |          |                |                     |             |
| 4 janvier 1982 |          | Jean Daubigny  |                     |             |
|                |          |                |                     |             |
| mai 2014       | En cours | Ludovic Pacaud |                     |             |